# Décès en novembre 2016
Décès
- 2012
- 2013
- 2014
- 2015
- 2016
- 2017
- 2018
- 2019
- 2020

Pour une information complémentaire, voir la page d'aide.

| Date         | Nom                               | Activités | Âge   | Source           |
| ------------ | --------------------------------- | --- | ----- | ---------------- |
| 1er novembre | Tina Anselmi                      | Femme politique italienne.                                                                                            | 89    | (it)             |
| 1er novembre | Dave Broadfoot                    | Acteur canadien. | 90    | (en)             |
| 1er novembre | Jean-Michel Damian                | Journaliste, romancier et animateur de radio français.                                                                | 69    |                  |
| 1er novembre | Rodolfo Hinostroza                | Poète péruvien. | 75    | (es)             |
| 1er novembre | Sverre Andersen                   | Footballeur international norvégien, puis entraîneur.                                                                 | 80    | (no)             |
| 2 novembre   | Bob Cranshaw                      | Contrebassiste et bassiste américain de jazz.                                                                         | 83    |                  |
| 2 novembre   | Jud Kinberg                       | Producteur et scénariste américain.                                                                                   | 91    | (en)             |
| 2 novembre   | Martin Lippens                    | Footballeur et entraîneur belge.                                                                                      | 82    |                  |
| 2 novembre   | Fodil Oulkhiar                    | Footballeur international algérien.                                                                                   | 72    |                  |
| 2 novembre   | Gönül Ülkü Özcan                  | Actrice turque. | 85    | (tr)             |
| 2 novembre   | Oleg Popov                        | Clown soviétique, puis russe.                                                                                         | 86    | [réf. souhaitée] |
| 2 novembre   | Samuel Schatzmann                 | Cavalier de dressage suisse, médaillé d'argent aux Jeux olympiques d'été de 1988.                                     | 61    | (de)             |
| 2 novembre   | Jean-Marie Trappeniers            | Footballeur belge. | 74    |                  |
| 3 novembre   | Clive Derby-Lewis                 | Homme politique sud-africain, commanditaire de l’assassinat de Chris Hani en 1993.                                    | 80    | (en)             |
| 3 novembre   | Lounès Khaloui                    | Chanteur chaâbi algérien kabyle.                                                                                      | 66    |                  |
| 3 novembre   | Bernard Mantienne                 | Homme politique français.                                                                                             | 83    |                  |
| 3 novembre   | Marc Michel                       | Acteur suisse. | 83    |                  |
| 4 novembre   | Michel-Marcel Gougeon             | Jockey et driver français.                                                                                            | 83    |                  |
| 4 novembre   | Jean-Jacques Perrey               | Compositeur français.                                                                                                 | 87    | (en)             |
| 5 novembre   | John Carson                       | Acteur britannique.                                                                                                   | 89    | (en)             |
| 5 novembre   | Guy de Fatto                      | Contrebassiste français.                                                                                              | 91    |                  |
| 5 novembre   | Jacques Grand'Maison              | Sociologue, théologien, prêtre et écrivain canadien.                                                                  | 84    |                  |
| 5 novembre   | Marek Svatoš                      | Joueur professionnel de hockey sur glace slovaque.                                                                    | 34    |                  |
| 6 novembre   | Henry Hermand                     | Dirigeant d'entreprise français.                                                                                      | 92    |                  |
| 6 novembre   | Zoltán Kocsis                     | Pianiste hongrois, compositeur et chef d'orchestre.                                                                   | 64    |                  |
| 6 novembre   | Marc Sleen                        | Dessinateur de presse belge et auteur de bande dessinée.                                                              | 93    |                  |
| 7 novembre   | Genjiro Arato                     | Acteur, producteur et réalisateur japonais.                                                                           | 70    | (ja)             |
| 7 novembre   | Leonard Cohen                     | Poète, romancier et auteur-compositeur-interprète canadien, québécois et montréalais.                                 | 82    |                  |
| 7 novembre   | Mohamed Masmoudi                  | Homme politique tunisien.                                                                                             | 91    |                  |
| 7 novembre   | Janet Reno                        | Femme politique et avocate américaine.                                                                                | 78    |                  |
| 8 novembre   | Peter Brixtofte                   | Homme politique danois.                                                                                               | 66    | (da)             |
| 8 novembre   | Raoul Coutard                     | Réalisateur et directeur de photographie de cinéma français.                                                          | 92    |                  |
| 8 novembre   | Bernard Decomps                   | Physicien français.                                                                                                   | 80    |                  |
| 8 novembre   | Yaffa Eliach                      | Historienne américaine de la Shoah.                                                                                   | 79    | (en)             |
| 8 novembre   | Pertti Nieminen                   | Hockeyeur sur glace finlandais.                                                                                       | 79    | (en)             |
| 8 novembre   | Helga Ruebsamen                   | Romancière et nouvelliste néerlandaise.                                                                               | 82    | (nl)             |
| 8 novembre   | Umberto Veronesi                  | Homme politique et oncologue italien.                                                                                 | 90    | (it)             |
| 9 novembre   | Greg Ballard                      | Basketteur américain.                                                                                                 | 61    | (en)             |
| 9 novembre   | Rosamond Bernier                  | Journaliste américaine, créatrice de la revue L'Œil.                                                                  | 100   | (en)             |
| 9 novembre   | Raymond Casas                     | Mémorialiste français.                                                                                                | 90    |                  |
| 9 novembre   | Kazimír Gajdoš                    | Footballeur tchécoslovaque puis slovaque.                                                                             | 82    | (sk)             |
| 9 novembre   | Osamu Ishiguro                    | Joueur japonais de tennis.                                                                                            | 80    | (en)             |
| 9 novembre   | Gérard Tonnel                     | Footballeur français.                                                                                                 | 69    |                  |
| 10 novembre  | Pierre Billard                    | Journaliste français.                                                                                                 | 94    |                  |
| 10 novembre  | Eugene Fallah Kparkar             | Homme politique libérien.                                                                                             | 41    | (en)             |
| 10 novembre  | Pierre-Robert Leclercq            | Écrivain français. | 84    |                  |
| 10 novembre  | André Ruellan                     | Écrivain de science-fiction et scénariste français.                                                                   | 94    |                  |
| 11 novembre  | Ilse Aichinger                    | Romancière autrichienne.                                                                                              | 95    | (en)             |
| 11 novembre  | Victor Bailey                     | Bassiste américain de jazz.                                                                                           | 56    | (en)             |
| 11 novembre  | Željko Čajkovski                  | Footballeur yougoslave puis croate.                                                                                   | 91    | (hr)             |
| 11 novembre  | Perico Fernández                  | Boxeur espagnol. | 64    |                  |
| 11 novembre  | Alphonse Irjud                    | Journaliste et universitaire français.                                                                                | 97    |                  |
| 11 novembre  | Lily                              | Chanteuse japonaise.                                                                                                  | 64    | (ja)             |
| 11 novembre  | Pascal Posado                     | Homme politique français.                                                                                             | 91    |                  |
| 11 novembre  | Alfred Schmidt                    | Footballeur allemand.                                                                                                 | 81    | (de)             |
| 11 novembre  | Robert Vaughn                     | Acteur américain. | 83    |                  |
| 12 novembre  | Mahmoud Abdel Aziz                | Acteur égyptien. | 70    |                  |
| 12 novembre  | Malek Chebel                      | Anthropologue des religions et philosophe algérien.                                                                   | 63    |                  |
| 12 novembre  | Dawn Coe-Jones (en)               | Golfeuse canadienne.                                                                                                  | 56    |                  |
| 12 novembre  | Jerry Dumas                       | Auteur de bande dessinée américain.                                                                                   | 86    |                  |
| 12 novembre  | Turki ben Abdelaziz Al Saoud (en) | Diplomate et homme d'affaires, prince saoudien.                                                                       | 82    |                  |
| 12 novembre  | Edgard Sorgeloos                  | Coureur cycliste belge.                                                                                               | 85    |                  |
| 12 novembre  | Lupita Tovar                      | Actrice mexicaine. | 106   | (es)             |
| 12 novembre  | Paul Vergès                       | Homme politique français.                                                                                             | 91    |                  |
| 12 novembre  | Jacques Werup                     | Romancier et poète suédois.                                                                                           | 71    | (sv)             |
| 13 novembre  | Enzo Maiorca                      | Apnéiste italien. | 85    |                  |
| 13 novembre  | Richard Medioni                   | Journaliste français.                                                                                                 | 69    |                  |
| 13 novembre  | Jackie Pigeaud                    | Philologue français.                                                                                                  | 79    |                  |
| 13 novembre  | Laurent Pokou                     | Joueur et entraîneur ivoirien de football.                                                                            | 69    |                  |
| 13 novembre  | Leon Russell                      | Auteur-compositeur-interprète, pianiste et guitariste américain.                                                      | 74    |                  |
| 13 novembre  | Don Rutherford                    | Joueur anglais de rugby à XV.                                                                                         | 79    | (en)             |
| 14 novembre  | Vladimir Belov                    | Handballeur soviétique puis russe.                                                                                    | 58    | (ru)             |
| 14 novembre  | Holly Dunn                        | Chanteuse américaine.                                                                                                 | 59    | (en)             |
| 14 novembre  | Marti Friedlander                 | Photographe néo-zélandaise.                                                                                           | 88    | (en)             |
| 14 novembre  | Gwen Ifill                        | Journaliste américaine.                                                                                               | 61    | (en)             |
| 14 novembre  | David Mancuso                     | Disc-jockey américain.                                                                                                | 72    | (en)             |
| 14 novembre  | Gardnar Mulloy                    | Joueur américain de tennis.                                                                                           | 102   | (en)             |
| 15 novembre  | Mose Allison                      | Pianiste américain de jazz.                                                                                           | 89    | (en)             |
| 15 novembre  | Ray Brady                         | Footballeur international irlandais.                                                                                  | 79    | (en)             |
| 15 novembre  | Bobby Campbell                    | Joueur de football international nord-irlandais.                                                                      | 60    | (en)             |
| 15 novembre  | Sixto Durán-Ballén                | Homme politique équatorien.                                                                                           | 95    | (es)             |
| 15 novembre  | Lisa Lynn Masters (en)            | Actrice américaine.                                                                                                   | 52    |                  |
| 16 novembre  | Len Allchurch                     | Joueur de football international gallois.                                                                             | 83    | (en)             |
| 16 novembre  | Jay Wright Forrester              | Universitaire américain en ingénierie informatique, théoricien des systèmes.                                          | 98    | (en)             |
| 16 novembre  | Melvin Laird                      | Homme politique américain.                                                                                            | 94    | (en)             |
| 16 novembre  | Robert Nyel                       | Auteur-compositeur-interprète puis dessinateur satirique et peintre français.                                         | 86    |                  |
| 16 novembre  | Daniel Prodan                     | Footballeur roumain.                                                                                                  | 44    | (en)             |
| 16 novembre  | Guillaume Raskin                  | Footballeur belge. | 79    |                  |
| 17 novembre  | Zenon Czechowski                  | Cycliste sur route polonais.                                                                                          | 69    | (pl)             |
| 17 novembre  | Joseph Khoury                     | Prélat catholique canadien de rite maronite.                                                                          | 80    | (en)             |
| 17 novembre  | John Ningark                      | Homme politique canadien, député des Territoires du Nord-Ouest (1989–1999) puis du Nunavut (2009–2013).               | 72    | (en)             |
| 17 novembre  | Louis Pinton                      | Homme politique français.                                                                                             | 68    |                  |
| 17 novembre  | Gérard Weber                      | Homme politique français.                                                                                             | 67    |                  |
| 18 novembre  | Sharon Jones                      | Chanteuse américaine de soul.                                                                                         | 60    |                  |
| 18 novembre  | Armando Tobar                     | Footballeur chilien.                                                                                                  | 78    | (es)             |
| 19 novembre  | Raymond Fobete                    | Entraîneur camerounais de football.                                                                                   | 70/75 |                  |
| 19 novembre  | Claudine Gothot-Mersch            | Philologue belge. | 84    |                  |
| 19 novembre  | Erhard Grzybek                    | Historien allemand.                                                                                                   | 77    |                  |
| 19 novembre  | Jacques Henry                     | Pilote de rallye automobile français.                                                                                 | 74    |                  |
| 19 novembre  | Heribert Sasse                    | Acteur autrichien. | 71    | (de)             |
| 19 novembre  | Paul Sylbert                      | Directeur artistique américain.                                                                                       | 88    | (en)             |
| 20 novembre  | Gabriel Badilla                   | Footballeur costaricain.                                                                                              | 32    | (en)             |
| 20 novembre  | Gene Guarilia                     | Basketteur américain.                                                                                                 | 79    | (en)             |
| 20 novembre  | Ben Zion Shenker                  | Musicien, compositeur américain hassidique.                                                                           | 91    | (en)             |
| 20 novembre  | Ulf J. Söhmisch                   | Acteur allemand. | 78    | (de)             |
| 20 novembre  | Konstantínos Stephanópoulos       | Homme politique grec, président de la République hellénique (1995-2005).                                              | 90    | (el)             |
| 20 novembre  | Paul Tourenne                     | Chanteur français, membre du quatuor Les Frères Jacques.                                                              | 93    |                  |
| 20 novembre  | William Trevor                    | Romancier, nouvelliste, dramaturge et scénariste irlandais.                                                           | 88    | (en)             |
| 20 novembre  | René Vignal                       | Footballeur français.                                                                                                 | 90    |                  |
| 21 novembre  | Claudio Lostaunau                 | Footballeur international et entraîneur péruvien.                                                                     | 77    | (es)             |
| 21 novembre  | Matthias Mauritz                  | Footballeur allemand.                                                                                                 | 92    | (de)             |
| 21 novembre  | Jean-Claude Risset                | Compositeur de musique français.                                                                                      | 78    |                  |
| 21 novembre  | Michał Żarnecki                   | Ingénieur du son polonais.                                                                                            | 70    | (pl)             |
| 21 novembre  | Yahia el-Gamal                    | Homme politique égyptien.                                                                                             | 86    | (en)             |
| 22 novembre  | Balamuralikrishna                 | Chanteur indien. | 86    | (en)             |
| 22 novembre  | Moeenuddin Ahmad Qureshi          | Homme politique pakistanais. Premier ministre en 1993.                                                                | 86    | (en)             |
| 22 novembre  | Ram Naresh Yadav                  | Homme politique indien.                                                                                               | 89    | (en)             |
| 23 novembre  | Rita Barberá                      | Femme politique espagnole.                                                                                            | 68    |                  |
| 23 novembre  | Ralph Branca                      | Joueur américain de baseball.                                                                                         | 90    | (en)             |
| 23 novembre  | Claude Imbert                     | Journaliste et éditorialiste français, fondateur de l'hebdomadaire Le Point.                                          | 87    |                  |
| 23 novembre  | Abdul-Karim Mousavi Ardebili      | Politicien iranien.                                                                                                   | 90    | (en)             |
| 23 novembre  | Ryu Mi-yong                       | Femme politique nord-coréenne.                                                                                        | 95    | (en)             |
| 23 novembre  | Andrew Sachs                      | Acteur germano-britannique.                                                                                           | 86    | (en)             |
| 23 novembre  | Vittorio Sermonti                 | Écrivain italien. | 87    | (it)             |
| 24 novembre  | Nadine Alari                      | Actrice française. | 89    |                  |
| 24 novembre  | Marcos Ana                        | Poète et écrivain espagnol.                                                                                           | 96    | (es)             |
| 24 novembre  | Shirley Bunnie Foy                | Chanteuse et percussionniste américaine de jazz.                                                                      | 80    |                  |
| 24 novembre  | Florence Henderson                | Actrice américaine.                                                                                                   | 82    | (en)             |
| 24 novembre  | Georges Massard                   | Supercentenaire français, doyen masculin des Français.                                                                | 110   |                  |
| 24 novembre  | Pauline Oliveros                  | Accordéoniste et compositrice américaine.                                                                             | 84    | (en)             |
| 24 novembre  | Jean-Claude Rossignol             | Joueur français de rugby à XV.                                                                                        | 71    |                  |
| 24 novembre  | Charles Stein                     | Professeur émérite et statisticien américain.                                                                         | 96    | (en)             |
| 25 novembre  | Fidel Castro                      | Homme d'État cubain.                                                                                                  | 90    |                  |
| 25 novembre  | Ron Glass                         | Acteur américain. | 71    | (en)             |
| 25 novembre  | David Hamilton                    | Photographe britannique.                                                                                              | 83    |                  |
| 25 novembre  | Hamid Remas                       | Metteur en scène et comédien algérien.                                                                                | 67    |                  |
| 25 novembre  | Margaret Rhodes (en)              | Biographe britannique, cousine de la reine Élisabeth II.                                                              | 91    | (en)             |
| 26 novembre  | Iouri Elisseïev                   | Joueur d'échecs russe.                                                                                                | 20    | (ru)             |
| 26 novembre  | Miriam Eshkol                     | Épouse du premier ministre d'Israël Levi Eshkol (1964-1969).                                                          | 87    | (en)             |
| 26 novembre  | Alv Gjestvang                     | Patineur de vitesse norvégien, médaillé d'argent et de bronze olympique (1956, 1964).                                 | 79    | (no)             |
| 26 novembre  | Peter-Hans Kolvenbach             | Prêtre jésuite néerlandais de l'Église catholique arménienne, supérieur général de la Compagnie de Jésus (1983-2008). | 87    | (en)             |
| 26 novembre  | Fraser Martin                     | Juge canadien, québécois.                                                                                             | 77    | (en)             |
| 26 novembre  | David Provan                      | Footballeur puis entraîneur écossais.                                                                                 | 75    | (en)             |
| 26 novembre  | Fritz Weaver                      | Acteur américain. | 90    | (en)             |
| 27 novembre  | Bernard Gallagher                 | Acteur britannique.                                                                                                   | 87    | (en)             |
| 27 novembre  | Ioánnis Grívas                    | Juge et Homme politique grec, Premier ministre par intérim en 1989.                                                   | 93    |                  |
| 27 novembre  | Paul Guers                        | Acteur français. | 88    |                  |
| 27 novembre  | Peter Hintze                      | Homme politique allemand.                                                                                             | 66    | (en)             |
| 27 novembre  | Bernard Lalonde                   | Producteur de cinéma canadien, québécois.                                                                             | 76    |                  |
| 27 novembre  | Claire Richet                     | Journaliste française.                                                                                                | 96    |                  |
| 28 novembre  | Matheus Biteco                    | Footballeur brésilien.                                                                                                | 21    | (en)             |
| 28 novembre  | William Christenberry             | Photographe, artiste peintre, sculpteur et professeur américain.                                                      | 80    | (en)             |
| 28 novembre  | Jim Delligatti                    | Entrepreneur américain, inventeur du Big Mac.                                                                         | 98    | (en)             |
| 28 novembre  | Lucas Gomes da Silva              | Footballeur brésilien.                                                                                                | 26    | (en)             |
| 28 novembre  | Ioánnis Grívas                    | Homme politique grec.                                                                                                 | 93    | (el)             |
| 28 novembre  | Adolfo Horta                      | Boxeur cubain, médaillé d'argent aux Jeux Olympiques de 1980.                                                         | 59    | (en)             |
| 28 novembre  | Kempes                            | Footballeur brésilien.                                                                                                | 34    | (en)             |
| 28 novembre  | Marcelo Augusto Mathias da Silva  | Footballeur brésilien.                                                                                                | 25    | (es)             |
| 28 novembre  | José Pereira Rodriguez            | Peintre français d'origine uruguayenne.                                                                               | 76    | (en)             |
| 28 novembre  | Tiago da Rocha Vieira             | Footballeur brésilien.                                                                                                | 22    | (es)             |
| 28 novembre  | Cléber Santana Loureiro           | Footballeur brésilien.                                                                                                | 35    | (en)             |
| 28 novembre  | Mark Taïmanov                     | Joueur d'échecs soviétique puis russe.                                                                                | 90    | (ru)             |
| 28 novembre  | Thiego                            | Footballeur brésilien.                                                                                                | 30    | (en)             |
| 28 novembre  | André Tranchemontagne             | Homme politique canadien.                                                                                             | 77    |                  |
| 29 novembre  | Joe Dever                         | Écrivain britannique.                                                                                                 | 60    | (en)             |
| 29 novembre  | Patrick Favardin                  | Critique d'art français.                                                                                              |       |                  |
| 29 novembre  | Luis Alberto Monge                | Homme politique costaricain.                                                                                          | 90    | (en)             |
| 29 novembre  | Marcos Danilo Padilha             | Footballeur brésilien.                                                                                                | 31    | (en)             |
| 29 novembre  | Roger Parent                      | Homme politique canadien.                                                                                             | 63    | (en)             |
| 29 novembre  | Alexander Thieme                  | Athlète est-allemand, médaillé d'argent aux Jeux olympiques d'été de 1976.                                            | 62    | (de)             |
| 29 novembre  | Van Williams                      | Acteur américain. | 82    | (en)             |
| 30 novembre  | Alice Drummond                    | Actrice américaine.                                                                                                   | 88    | (en)             |
| 30 novembre  | Amar Ezzahi                       | Chanteur, compositeur et interprète de musique chaâbi algérien.                                                       | 75    |                  |
| 30 novembre  | Per Gillbrand                     | Ingénieur suédois. | 82    | (sv)             |
| 30 novembre  | Michel Houel                      | Homme politique français.                                                                                             | 74    |                  |
| 30 novembre  | Alekseï Maslennikov               | Ténor russe. | 87    | (ru)             |
| 30 novembre  | Lionel Stoléru                    | Homme politique français.                                                                                             | 79    |                  |